# Дракулини сатанистички ритуали
Дракулини сатанистички ритуали (енгл. The Satanic Rites of Dracula) је британски хорор филм из 1973. године, режисера Алана Гибсона, директан наставак филма Дракула у 1972, осми и претпоследњи у Хамеровом серијалу филмова о Брем Стокеровом Дракули. У главним улогама су поново Питер Кушинг као Ван Хелсинг и Кристофер Ли, који се последњи пут вратио у серијал као гроф Дракула.
Иако је филм остварио највећи неуспех од свих претходних делова, остао је упамћен као последњи из низа Хамерових филмова у коме су главне улоге тумачили Кушинг и Ли. Ово је био 10. пут да је Ли тумачио Дракулу, али не и последњи пошто се вратио у исту улогу 3 године касније у шпанској верзији оригиналног Дракуле.
Од глумачке поставе из претходног филма, враћа се и инспектор Мари кога поново тумачи Мајкл Коулс, који је тако постао једини глумац поред Кушшинга и Лија који је тумачио истог лика у више од једног филма из серијала. Лик Џесике ван Хелсинг је од Стефани Бичам преузела Џоана Ламли.
Годину дана касније, Хамер је издао последњи филм из серијала под насловом Легенда о 7 златних вампира, чија радња је смештена између трећег и четвртог дела. С обзиром на то, овај филм преставља последњи наставак и ставља тачку на причу о грофу Дракули, приказујући његову коначну смрт.

## Радња
Две године након догађаја из претходног филма, гроф Дракула је поново оживео на необјашњен начин. У међувремену, формирао је култ, у Лондону, са великим бројем присталица, међу којима су бројни научници и имућни политичари. Иако је жељан освете, Дракула одлучује да се држи подаље од др Лоримера ван Хелсинга, јер је свестан опасности која му прети од њега. Уместо тога он покушава да створи кугу којом ће изазвати смак света.
Ван Хелсинг ипак дознаје да је Дракула оживео као и који су му планови, преко свог колеге др Џулијана Килија, који је радио за Дракулу. Кили убрзо бива убијен, а Дракула се ипак одлучује да нападне Ван Хелсинга, те његову унуку, Џесику одређује за своју невесту, а Ван Хелсинга за једног од четири јахача апокалипсе, који ће пренети кугу другим људима.
У последњем окршају Ван Хелсинга и Дракуле, Ван Хелсинг користи глогово трње као Дракулину слабост, да би га докрајчио пробадањем коца кроз срце. За разлику од претходних пута када је Дракула био уништен, овога пута Ван Хелсинг узима његов прстен, који је коришћен у ритуалу Дракулиног оживљавања, те ово представља Дракулину коначну смрт.

## Улоге
| Глумац           | Улога                  |
| ---------------- | ---------------------- |
| Кристофер Ли     | гроф Дракула           |
| Питер Кушинг     | др Лоример ван Хелсинг |
| Џоана Ламли      | Џесика ван Хелсинг     |
| Мајкл Коулс      | инспектор Мари         |
| Вилијам Френклин | Питер Торенс           |
| Валери ван Ост   | Џејн                   |
| Ричард Вернон    | Колонел Метјуз         |
| Барбара Ју Линг  | Чин Јанг               |
| Фреди Џоунс      | др Џулијан Кили        |
| Морис О'конели   | агент Хансон           |
| Ричард Метјуз    | Џон Портер             |
| Патрик Бар       | лорд Карадин           |
| Локвуд Вест      | генерал Артур Фриборн  |